# ATS D1
Der ATS D1 war das zweite Formel-1-Auto des deutschen Motorsportteams ATS Racing. Es entstand in zwei Exemplaren und wurde nur zu zwei Rennen der Formel-1-Saison 1978 eingesetzt. Eine Zielankunft erreichte es nicht.

## Hintergrund
Das 1969 gegründete Unternehmen Auto Technisches Spezialzubehör (ATS) ist ein Hersteller von Automobilzubehör, der in erster Linie Leichtmetallräder produziert. In den frühen 1970er-Jahren begann das Unternehmen unter der Führung seines Mitinhabers Günter Schmid, zu Werbezwecken als Sponsor von Motorsportveranstaltungen aufzutreten. Nachdem ATS zunächst einzelne Rennfahrer in kleineren Motorsportklassen wie der Formel V gefördert hatte, etablierte Schmid einen eigenen Rennstall, der 1976 in der Formel 2 und ab 1977 in der Formel 1 antrat. Hatte ATS bei seinem Formel-1-Debüt mit dem Penske PC4 noch ein fremdkonstruiertes Auto eingesetzt, wurde das Team 1978 zu einem eigenständigen Konstrukteur. Das erste selbst konstruierte Auto, der ATS HS1, orientierte sich nach überwiegender Ansicht in der Motorsportliteratur noch stark am Penske PC4, der seinerseits ein Nachbau des March 751 von 1975 war.
In der Formel-1-Saison 1978 dominierte das Team Lotus, das mit der konsequenten Umsetzung des Bodeneffekts „die Formel 1 revolutioniert“ hatte. Der ATS HS1, der in seiner Konzeption als veraltet galt, war noch nicht nach den Maßstäben des Groundeffects konstruiert und ließ sich auch nicht so umrüsten, dass unter den Seitenkästen ein Saugeffekt hätte entstehen können. Im Sommer 1978 beauftragte Schmid den britischen Konstrukteur John Gentry mit der Entwicklung eines Groundeffect-Rennwagens. In wenigen Wochen zeichneten und konstruierten Gentry und sein Assistent Gustav Brunner, der hier erstmals an einem Formel-1-Auto arbeitete, den ATS D1, dessen erstes Exemplar beim Großen Preis der Niederlande der Öffentlichkeit vorgestellt wurde.
Der niederländische Rennfahrer Michael Bleekemolen testete das Auto im Vorfeld des niederländischen Grand Prix in Zandvoort. Er wurde dabei unter anderem von Gijs van Lennep unterstützt. Die Testfahrten verliefen „desaströs“. Die Teamleitung entschied sich daraufhin, das Auto zunächst nicht einzusetzen und die Konstruktion weiter zu verbessern. In den folgenden Wochen entstand ein zweites Chassis, das Detailmodifikation erhielt. Es kam bei den letzten beiden Rennen des Jahres 1978 zum Einsatz.

## Konstruktion
Der ATS D1 wird in der Motorsportliteratur als bloße Weiterentwicklung des ATS HS1 angesehen und mit dem Penke PC4 in eine Linie gestellt. Gentry und Brunner orientierten sich bei der Konzeption des D1 am erfolgreichen Lotus 79. Wie dieser hatte der D1 eine breite Spur und in den Seitenkästen Flügelprofile. Anders als der Lotus war der ATS D1 allerdings nicht konsequent auf die Erzielung eines Saugeffekts ausgerichtet: So fanden sich verschiedene Anbauteile des Autos in den Seitenkästen, unter anderem die Auspuffe, Teile der Aufhängung und der Öltank. Sie störten den Luftstrom unter den Seitenkästen erheblich, sodass ein brauchbarer Ground effect kaum auftreten konnte.
Als Antrieb diente wie beim Vorgängermodell ein Achtzylinder-Saugmotor von Cosworth (Typ DFV); die Kraft wurde über ein Fünfganggetriebe von Hewland übertragen.

## Renneinsätze
Der ATS D1 wurde zu den letzten beiden Formel-1-Weltmeisterschaftsläufen am Ende der Saison 1978 gemeldet. Fahrer war jeweils Keke Rosberg, der nach dem Weggang von Jochen Mass zum Spitzenfahrer des Teams geworden war. Sein Teamkollege war bei diesen Rennen Michael Bleekemolen, der nach wie vor den ATS HS1 an den Start brachte.
Bei dem ersten Rennen des D1, dem Großen Preis der USA Ost in Watkins Glen, qualifizierte sich Rosberg für den 15. Startplatz. Er war im Zeittraining schneller gewesen als Didier Pironi im Tyrrell oder Patrick Tambay im McLaren. Rosbergs Teamkollege Bleekemolen war im alten Auto 1,8 Sekunden langsamer und erreichte nur den vorletzten Startplatz. Im Rennen fiel Rosberg nach 21 Runden nach einem Bruch des Schaltgestänges vorzeitig aus. Eine Woche später beim Großen Preis von Kanada erreichte Rosberg nur noch den 21. und vorletzten Startplatz; er war 3,5 Sekunden langsamer als Jean-Pierre Jarier, der im dritten Werks-Lotus die Poleposition innehatte. Im Rennen fuhr Rosberg 58 von 70 Runden. Da die zurückgelegte Distanz zu gering war, wurde er nicht gewertet.
Nach Ablauf der Saison 1978 wurde der ATS D1 nicht wieder eingesetzt.

## Rennergebnisse in der Formel 1
| Fahrer                           | Nr.                              | 1 | 2 | 3 | 4 | 5 | 6 | 7 | 8 | 9 | 10 | 11 | 12 | 13 | 14 | 15  | 16 | Punkte | Rang |
| -------------------------------- | -------------------------------- | - | - | - | - | - | - | - | - | - | -- | -- | -- | -- | -- | --- | -- | ------ | ---- |
| Automobil-Weltmeisterschaft 1978 | Automobil-Weltmeisterschaft 1978 |   |   |   |   |   |   |   |   |   |    |    |    |    |    |     |    | 0      | —    |
| K. Rosberg                       | 10                               |   |   |   |   |   |   |   |   |   |    |    |    |    |    | DNF | NC | 0      | —    |

| Legende  | Legende            | Legende                                                          |
| Farbe    | Abkürzung          | Bedeutung                                                        |
| -------- | ------------------ | ---------------------------------------------------------------- |
| Gold     | –                  | Sieg                                                             |
| Silber   | –                  | 2. Platz                                                         |
| Bronze   | –                  | 3. Platz                                                         |
| Grün     | –                  | Platzierung in den Punkten                                       |
| Blau     | –                  | Klassifiziert außerhalb der Punkteränge                          |
| Violett  | DNF                | Rennen nicht beendet (did not finish)                            |
| Violett  | NC                 | nicht klassifiziert (not classified)                             |
| Rot      | DNQ                | nicht qualifiziert (did not qualify)                             |
| Rot      | DNPQ               | in Vorqualifikation gescheitert (did not pre-qualify)            |
| Schwarz  | DSQ                | disqualifiziert (disqualified)                                   |
| Weiß     | DNS                | nicht am Start (did not start)                                   |
| Weiß     | WD                 | zurückgezogen (withdrawn)                                        |
| Hellblau | PO                 | nur am Training teilgenommen (practiced only)                    |
| Hellblau | TD                 | Freitags-Testfahrer (test driver)                                |
| ohne     | DNP                | nicht am Training teilgenommen (did not practice)                |
| ohne     | INJ                | verletzt oder krank (injured)                                    |
| ohne     | EX                 | ausgeschlossen (excluded)                                        |
| ohne     | DNA                | nicht erschienen (did not arrive)                                |
| ohne     | C                  | Rennen abgesagt (cancelled)                                      |
| ohne     | keine WM-Teilnahme |                                                                  |
| sonstige | P/fett             | Pole-Position                                                    |
| sonstige | 1/2/3/4/5/6/7/8    | Punktplatzierung im Sprint-/Qualifikationsrennen                 |
| sonstige | SR/kursiv          | Schnellste Rennrunde                                             |
| sonstige | *                  | nicht im Ziel, aufgrund der zurückgelegten Distanz aber gewertet |
| sonstige | ()                 | Streichresultate                                                 |
| sonstige | unterstrichen      | Führender in der Gesamtwertung                                   |